# Unterseeboot 1226
L'Unterseeboot 1226 (ou U-1226) était un sous-marin allemand utilisé par la Kriegsmarine pendant la Seconde Guerre mondiale.

## Historique
Après sa formation à Hambourg en Allemagne au sein de la 31. Unterseebootsflottille jusqu'au 31 mai 1944, l'U-1226 est affecté dans une formation de combat à la base sous-marine de Lorient en France dans la 2. Unterseebootsflottille. Face à l'avancée des forces alliées en France, et pour éviter la capture, il rejoint la 33. Unterseebootsflottille à Flensbourg en Allemagne à partir du 1er octobre 1944.
L'U-1226 est porté disparu le 23 octobre 1944 dans l'Atlantique, à une position géographique inconnue probablement en raison d'un défaut de Schnorchel.

Les 56 membres d'équipage sont tous déclarés morts.

## Affectations successives
- 31. Unterseebootsflottille du 24 novembre 1943 au 31 juillet 1944
- 2. Unterseebootsflottille du 1er août 1944 au 30 septembre 1944
- 33. Unterseebootsflottille du 1er octobre 1944 au 28 octobre 1944

## Commandement
- Oberleutnant zur See August-Wilhelm Claussen du 24 novembre 1943 au 28 octobre 1944

## Navires coulés
L'U-1226 n'a ni coulé, ni endommagé de navire ennemi pendant l'unique patrouille qu'il effectua

### Sources
- U-1226 sur Uboat.net